# گورستان کهنه سره
گورستان کهنه سره مربوط به هزاره اول قبل از میلاد است و در شهرستان سیاهکل، بخش دیلمان، دهستان پیر کوه، آخرین نقطه بین دلیمان و رودبار، منطقه آرد سامان روستای لرده واقع شده و این اثر در تاریخ ۲۶ دی ۱۳۸۶ با شمارهٔ ثبت ۲۰۶۰۷ به‌عنوان یکی از آثار ملی ایران به ثبت رسیده‌است.